# Daniel Calvo
Daniël Calvo Panizo (Sint-Joost-ten-Noode, 11 juli 1979) is een Spaans-Belgisch voormalig voetbalspeler die als middenvelder speelde. Calvo kwam onder meer uit voor RSC Anderlecht, Sporting Charleroi, KV Kortrijk,OH Leuven en UR Namur.
In het seizoen 2006-2007 had Daniël Calvo te maken met een langdurige blessure. Hij kwam terug in actie op 14 november 2007 in de kampioenschapswedstrijd van KV Kortrijk tegen UR Namur. In het seizoen 2009-2010 maakte Calvo op het einde van die transferperiode nog de overstap naar tweedeklasser OH Leuven.